# Atanasi III
Atanasi III (en grec Ἀθανάσιος Γ') va ser patriarca de Constantinoble dues vegades, la primera l'any 1634, i l'altra el 1652.
Havia nascut a Réthimno, a Creta, i es va distingir per la seva educació. Durant vint-i-sis anys va viure al Monestir d'Arkadi, que aleshores es trobava sota domini de la república de Venècia. Coneixia bé la filosofia i parlava el grec antic, el llatí, l'hebreu, l'àrab i l'italià. Destacava per ser bon orador i bon poeta.
Va ser elegit patriarca de Constantinoble el mes de març de 1634, quan va ser destituït Ciril Lucaris. No es coneix la durada d'aquest primer patriarcat, ja que al cap de poc temps Ciril Lucaris va recuperar la seu patriarcal i Atanasi va fugir a Terra Santa. Va voler anar a Roma per aconseguir el suport del papa i recuperar el càrrec de patriarca. L'any 1635 era a Venècia, acusant d'heretge a Ciril Lucaris, amb la indiferència de la Cúria Romana.
L'any 1639 el patriarca Parteni I el va nomenar metropolità de Tessalònica. Des de l'any 1643 va residir a Moldàvia, on es va guanyar el recolzament dels governats del país i amb la seva ajuda va tornar a ser patriarca de Constantinoble l'any 1652, però només va mantenir el càrrec quinze dies, ja que el van obligar a dimitir. Va marxar a Rússia i a Moscou va ser molt ben rebut. Va morir a l'abril de l'any 1654. L'Església Ortodoxa el va considerar sant, i celebra la seva festa el dia 2 de maig.